# Tarek Lahmaier
Tarek Lahmaier, né le 10 avril 1986 à Tunis, est un basketteur tunisien actif de 2010 à 2019. Il est le frère de Skander Lahmaier, également joueur de basket-ball.
En octobre 2017, il participe avec la Jeunesse sportive d'El Menzah (JSM) pour la première fois de l'histoire du club à un tournoi international, la coupe arabe des clubs champions, à Salé (Maroc). L'équipe prend la deuxième place du groupe après avoir remporté deux matchs contre l'Al Muharraq Club (66-55) et le Fath Union Sport de Rabat (88-78) et perdu un match contre le Gezira SC (68-86). En quarts de finale, elle est éliminée face au Groupement sportif des pétroliers (87-96). Lahmaier est le meneur titulaire de son équipe dans ce tournoi. En décembre 2019, il arrête sa carrière comme joueur de l'Étoile sportive du Sahel.

## Carrière
- 2010-2016 : Jeunesse sportive d'El Menzah
- 2016 (6 mois) : Club africain
- 2016-2018 : Jeunesse sportive d'El Menzah
- 2018-2019 (18 mois) : Club africain
- 2019 (3 mois) : Étoile sportive du Sahel

## Palmarès
- Champion de Tunisie : 2016
- Coupe de la Fédération : 2018